# Familistère Godin (Bruxelles)
Ne doit pas être confondu avec le familistère de Guise, construit par Godin à partir de 1858.
Pour les articles homonymes, voir Familistère et Godin.
Le familistère Godin est un phalanstère créé en 1880 par Jean-Baptiste André Godin et situé originellement sur le territoire de Laeken, une ancienne commune rattachée à la ville de Bruxelles en Belgique en 1921.
Une expérience similaire fut réalisée par Godin à Guise en France : le familistère de Guise.

## L'usine belge
En 1854, Jean-Baptiste André Godin (1817-1888), industriel et socialiste fouriériste français, crée à Forest une succursale des fonderies de Guise situées dans le département de l'Aisne en France.
Entre 1853 et 1858, les fonderies Godin occupent la ferme « Den Roetaert » à Forest.
En 1858, il transfère cette unité de production le long du canal de Willebroeck, au quai des Usines, à l'époque voie située sur l'ancienne commune de Laeken.

## Le familistère Godin
En 1880, Godin fonde l’association coopérative du capital et du travail du familistère de Guise. Les travailleurs belges obtiennent les mêmes droits et devoirs que les employés français. Ils participent à l’expérimentation pratique de l’utopie fouriériste revisitée par Godin, même s’ils ne bénéficient pas immédiatement des équivalents de la richesse dispensés par le Palais social édifié à Guise de 1859 à 1884. Une unité d’habitation de 72 logements est finalement édifiée à Laeken en 1887-1888 à côté de l'usine de production. Il s'agit d'habitations spécialement construites pour les ouvriers de l'usine. Le familistère est composé d'une cour centrale, destinée aux activités collectives, sur laquelle donnent tous les appartements situés au rez-de-chaussée et trois étages. L'architecture est un peu semblable aux anciennes piscines ou prisons.
Le familistère de Laeken n’a toutefois pas un développement comparable à celui de Guise. En 1891, l’Association coopérative compte 263 salariés à Laeken et 1 177 à Guise.

## La fin
La société du familistère arrête ses activités en 1968 et est dissoute. L’immeuble de Bruxelles est vendu et transformé en bureaux.

## Reconversion
Le familistère est reconverti en hôtel d'entreprises, mais sans succès. Le bâtiment est classé en 1988 et est finalement réhabilité en une cinquantaine de logements moyens sous la dénomination « Centre Godin » et appartient au Centre public d'action sociale (CPAS) de la Ville de Bruxelles. Son adresse actuelle est quai des Usines nos 155-157 à 1000 Bruxelles. En juin 2018, le CPAS de la Ville de Bruxelles a finalement vendu le familistère, par l'intermédiaire de la société Anixton, en vente publique à la société Gamma Immobilière qui va y développer le projet immobilier initialement prévu par le CPAS de la Ville de Bruxelles, à savoir 57 appartements, qui seront livrés durant l'année 2021.

## Sources
- A. Brauman, La Conception architecturale d'un logement social. Le familistère des usines Godin & Cie à Bruxelles, mémoire de licence d'histoire de l'art et d'archéologie, Université libre de Bruxelles, 1978.
- Inter-Environnement Bruxelles
- Michel Lallement, Le Travail de l'utopie. Godin et le familistère de Guise, Paris, Les Belles Lettres, 2009, 512 p.  (ISBN 978-2251900018).